# Wierzchlasek
Wierzchlasek (do 1945 niem. Neu Falkenwalde) – nieistniejąca już osada w Polsce położona w województwie zachodniopomorskim, w powiecie gryfińskim, w gminie Mieszkowice.
W latach 1975–1998 miejscowość administracyjnie należała do województwa szczecińskiego.

## Położenie
Zgodnie z podziałem fizycznogeograficznym Polski według Kondrackiego teren, na którym położony był Wierzchlasek należy do prowincji Niziny Środkowoeuropejskiej, podprowincji Pojezierza Południowobałtyckiego, makroregionu Pojezierze Południowopomorskie oraz w końcowej klasyfikacji do mezoregionu Równina Gorzowska.
Miejscowość leżała 4 km na północny wschód od  Mieszkowic.

## Historia
- 1. połowa XIX – 1. połowa XX w. - folwark Wierzchlasek należy do majątku  Wierzchlas

### Nazwa
Neu-Falkenwalde 1844, 1945, Wierzchlasek 1948
Po utworzeniu folwarku 2,5 km na wschód od majątku Wierzchlas (Falkenwalde) w 1. połowie XIX w., nadano mu nazwę Neu-Falkenwalde (niem. neu ’nowy’). Do nazwy majątku dodano zaś dla odróżnienia przymiotnik alt ’stary’.

## Demografia
Liczba ludności w ostatnich 3 wiekach: